# Vålåtjärnarna
Vålåtjärnarna är varandra näraliggande sjöar i Åre kommun i Jämtland och ingår i Indalsälvens huvudavrinningsområde. Vålåtjärnarna ligger i Vålådalen Natura 2000-område och skyddas av habitat- och fågeldirektivet.
- Vålåtjärnarna (Undersåkers socken, Jämtland, 699189-134710), sjö i Åre kommun, 63°00′09″N 12°47′04″Ö / 63.0024°N 12.7844°Ö (29,5 ha)
- Vålåtjärnarna (Undersåkers socken, Jämtland, 699267-134713), sjö i Åre kommun, 63°00′34″N 12°47′13″Ö / 63.0095°N 12.787°Ö (18,6 ha)